# Шебанов, Филипп Васильевич
Филипп Васильевич Шебанов — советский хозяйственный, государственный и политический деятель, доктор медицинских наук, профессор, член-корреспондент АМН, заслуженный деятель науки РСФСР.

## Биография
Родился в 1897 году. Член КПСС с 1945 года.
С 1921 года — на хозяйственной, общественной и политической работе. В 1921—1981 гг. — участковый врач, врач-инспектор туберкулезных санаториев, ординатор, старший научный сотрудник, заместитель директора по научной работе, директора Московского НИИ туберкулёза М3 РСФСР, ассистент, профессор и руководитель кафедры туберкулеза ЦИУ врачей, заведующий кафедрой туберкулеза 1-го ММИ, главный редактор журнала «Проблемы туберкулеза».
Умер в Москве в 1982 году.